# Paolo Giorza
Paolo Giorza (Milán, 11 de noviembre de 1832-Seattle, 4 de mayo de 1914) fue un compositor y director de orquesta italiano.
Es conocido sobre todo por su música de baile y sus melodías para canto y piano, algunas verdaderamente inspiradas. Entre sus bailes de espectáculo, que se elevan a unos cincuenta, aproximadamente, destacan:
- Un fallo
- Il giucalore
- Cleopatra
- Farfaletta
- Le Silfide a Pechino
- Don Cesar de Bazan
- Salammbo
- La giocoliera
- La Maschera

Una ópera suya, Corrado, console di Milano, se estrenó en el Teatro de La Scala de Milán en 1860, sin éxito.
También compuso por invitación de Giuseppe Garibaldi un himno de guerra (1866). 
En 1905 se trasladó a Estados Unidos, donde murió.